# Ilse Warringa
Ilse Warringa (Dalfsen, 1 juni 1975) is een Nederlandse actrice en stemactrice.

## Biografie
Warringa volgde een zang- en kunstenaarsopleiding aan de ArtEZ hogeschool voor de kunsten in Zwolle, waar ze in 1998 is afgestudeerd als docent drama. Het toneelgezelschap Stella Den Haag was een van haar eerste toneelgezelschappen waarin ze speelde. In 2004 richtte zij met Lies Visschedijk en Marije Gubbels een eigen toneelgroep Bloody Mary op. Daarmee maakte ze diverse voorstellingen zoals Visnijd (2006), Hol (2008), Fok (2009), Broeders en zusters (2011), Schraap (2012), Paren (2014) en Selma & Louise (2015) gebaseerd op Thelma & Louise.
Voor de NTR deed ze vanaf 2005 mee aan Het Klokhuis en de reeks komische educatieve televisieseries Welkom in de Gouden Eeuw, Welkom in de IJzeren Eeuw, Welkom bij de Romeinen en Welkom in de jaren 60.
In 2006 begon ze haar stemactricecarrière met de animatieserie Winx Club van Nickelodeon. Ook speelde ze in diverse televisieprogramma's  waaronder Budget TV, Mag ik u kussen? en De Grote Improvisatieshow.
In 2014 deed ze mee aan De Slimste Mens.
In 2018 speelde Warringa een van de hoofdrollen (juf Ank) in de NPO 3-komedie De Luizenmoeder, die ze samen met Diederik Ebbinge schreef. In augustus dat jaar had ze een gastrol in De Film van Dylan Haegens. Sinds 2018 is Warringa te zien in het persiflageprogramma De TV Kantine, ze persifleerde onder andere Ilse DeLange en Heleen van Royen.

## Prijzen en nominaties
- 2018: Gouden Kalf voor de Beste actrice in televisiedrama voor haar rol als Juf Ank in de hit-serie De Luizenmoeder[3]
- 2018: Zilveren Televizierster beste actrice voor diezelfde rol.[4]
- 2018: Opzij Top 100 meest invloedrijke vrouw van Nederland in de categorie Cultuur.[5]

## Filmografie

### Films
- 2011: Webcam, als vrouw in bar
- 2016: Rokjesdag, als receptioniste
- 2016: Onze Jongens, als Monique
- 2017: Ron Goossens, Low Budget Stuntman, als Jolanda
- 2017: Coco, als Mamá Imelda (Nederlandse versie)
- 2017: Gek van geluk, als bakkersvrouw Chantal
- 2018: Hotel Transylvania 3, als Kapitein Ericka (Nederlandse versie)
- 2018: De Film van Dylan Haegens, als Gerry
- 2018: The Grinch, als Donna Lou (Nederlandse versie)
- 2018: Superjuffie, als kat (stem)
- 2018: Heinz, als Dolly
- 2019: Het irritante eiland, als Wilma
- 2019: Hiernamaals, als tante Merie
- 2020: Kruimeltje en de strijd om de goudmijn, als Trix
- 2020: De piraten van hiernaast, als intercedent
- 2021: Niks vreemds aan, als Suus
- 2021: Luizenmoeder, als juf Ank
- 2022: Foodies, als Elody
- 2024: Superkrachten voor je hoofd, als baliemedewerker
- 2024: Expeditie Cupido, als manager van Yesmay

### Televisieseries
- 2006-2015: Winx Club, als Icy (Nederlandse versie)
- 2007-2012: iCarly, als Miss Briggs en nog meer diverse rollen (Nederlandse versie)
- 2010: Victorious, diverse rollen (Nederlandse versie)
- 2011-2016, 2020: Toren C, diverse rollen
- 2012: De Groote Markt 30, als Hanna
- 2012: Welkom in de Gouden Eeuw, diverse rollen
- 2014: A'dam - E.V.A., als Dorien Kloosterboer
- 2014: Welkom bij de Romeinen, diverse rollen (6 afleveringen)
- 2014-heden: Het Klokhuis, diverse rollen
- 2015: Violetta, als Priscilla Ferro (Nederlandse versie)
- 2015: Het geheim van Eyck, als Dr. Mosselman (40 afleveringen)
- 2016:  La Famiglia, als buurvrouw van de familie
- 2016: Familie Kruys, als kassière
- 2017: B.A.B.S., als moeder van Tessa
- 2017: DuckTales (televisieserie uit 2017), als Zwarte Magica
- 2017: Vechtershart
- 2017: Soof: een nieuw begin, als moeder van Sterre
- 2018-2019: De Luizenmoeder, als Juf Ank[6] Bekroond met Gouden Kalf Beste Actrice Televisiedrama 2018
- 2018-heden: De TV Kantine, diverse rollen, zoals Ilse DeLange, Heleen van Royen en Marije Knevel.
- 2018: Foute Vriendinnen, als zichzelf
- 2018: Welkom in de 80-jarige Oorlog, diverse rollen
- 2020-heden: Nieuw zeer, diverse rollen
- 2020: Barrie Barista En Het Einde Der Tijden, als Fleur
- 2021: De Casting Kantine, als Ilse DeLange
- 2021-heden: Vlogmania, als Jessica Kick
- 2023: Cast, als zichzelf
- 2025: Voetbalouders, als Marenka (tevens bedenker, scenarioschrijver en regisseur)

### Games
- 2015: Disney Infinity 3.0, als Ramsey
- 2017: Layton's Mystery Journey: Katrielle en het miljonairscomplot, als Burgemeester Engels

## Theater
- 1999: Ontz
- 1999: De passie van Lucas
- 1999: Joris en de draak
- 2000: No Milk Today
- 2001: Feest!
- 2002: Paardenbrokken
- 2002: Het jaar van de haas
- 2003: Assepoes
- 2005: Minority-people
- 2005: Waarom vloog je van ons heen in je jetplane?
- 2005: Maison Belge
- 2005: De nieuwen
- 2006: De hik op zaterdag
- 2006: Visnijd
- 2007: De hompelaar
- 2007: In de nesten
- 2008: Hol
- 2008: Geen bijen geen fruit
- 2008: De koning en de rest
- 2009: Fok
- 2010: Shaffy voor kinderen
- 2010: Nest
- 2010: A Christmas Carol
- 2011: De grote improvisatie show (met Tijl Beckand en Ruben van der Meer)
- 2011: Broeders en zusters
- 2012: Een engel met vieze voeten
- 2012: Schraap
- 2013: Nest, tafel en bed
- 2013: Vuil water
- 2013: Tijl Uilenspiegel
- 2013: De postbode en de engel
- 2014: Paren
- 2014: Sissi
- 2015: Selma & Louise
- 2015: Paartjes (met Niek Barendsen)
- 2016: Mariken
- 2016: Popje hou je muil
- 2019: Single Camping (met o.a. Tjitske Reidinga en Rop Verheijen)
- 2019: The Christmas Show: Doornroosje en de Kerstprins (met o.a. Famke Louise en Buddy Vedder)[7]

- Virtual International Authority File: 38152820176800682188
- WorldCat: E39PBJx8yhcJmPXcwBhj3bqJDq